# 88 دقيقة (فلم)
88 دقيقة (بالإنجليزية: 88 Minutes) هو فيلم إثارة أمريكي صدر عام 2007، إخراج جون إفانت وبطولة آل باتشينو وبنجامين ماكنزي واليسيا ويت وليلي سوبيسكي وديبورا كارا أنغر وايمي برينيمان ونيل ماكدونا.
صدر هذا الفيلم في دور السينما في الولايات المتحدة يوم 18 أبريل 2008.

## ملخص
تجري أحداث «88 دقيقة» في سياتل. فبعد تسع سنوات من النجاح في المساعدة في إدانة المغتصب/القاتل المتسلسل والذي يقبع في السجن بانتظار تنفيذ حكم الإعدام، والتي استندت ادانته أساسا على شهادته بالنظر إلى أدلة ظرفية من الماضي، الطبيب النفسي الشرعي والأستاذ الجامعي جاك غرام (آل باتشينو) يتلقى مكالمة هاتفية من مجهول تفيد بأن لديه 88 دقيقة متبقية لديه في الحياة. بالبحث بين أصدقائه القليلين وتحليل ما توفر من القليل من المعلومات، يتمكن من العثور على من يريد قتله ليجد أنها كانت فتاة من طلبته بالجامعة والتي كانت موجهة من طرف القاتل المتسلسل الذي زج به الدكتور غرام بالسجن في انتظار عقوبة الإعدام.

## مواقع التصوير
المشاهد الجامعية في الفيلم نفذت في جامعة كولومبيا البريطانية (يو بي سي) بالقرب من فانكوفر. جذب تصوير الفيلم الكثير من الانتباه في الحرم الجامعي (ويرجع ذلك أساسا إلى وجود باتشينو في الفيلم) مما تسبب في توقف التصوير مرارا بسبب ذلك. ويمكن أن يكون بسبب تصوير العديد من المشاهد في المناطق الأكثر ازدحاما في الحرم الجامعي خلال ساعات الذروة. وكان من الشائع للطلاب الخروج من المباني بعد انتهاء اليوم الدراسي فقط للمشي إلى موقع التصوير. كما تم تصوير بعض المشاهد في حرم جامعة كاليفورنيا.

## أداء شباك التذاكر
حقق الفيلم في مطلع أول أسبوع من إطلاقه إيرادات بلغت $ 6,957,216 في 2,168 دار للسينما في الولايات المتحدة وكندا، والمرتبة رقم 4 في شباك التذاكر. في أسبوعه الثاني هبط إلى المرتبة رقم 8 في شباك التذاكر وحقق $ 3,593,890. بلغت إيرادات الفيلم من جميع أنحاء العالم مبلغ $ 32,573,503 دولار منها 17,213,467 دولارا من الولايات المتحدة وكندا.

## وصلات خارجية
- مقالات تستعمل روابط فنية بلا صلة مع ويكي بيانات